# Smittina jordii
Smittina jordii är en mossdjursart som beskrevs av Reverter Gil och Fernandez Pulpeiro 1999. Smittina jordii ingår i släktet Smittina och familjen Smittinidae. Inga underarter finns listade i Catalogue of Life.